# Cheval du delta du Danube
Le cheval du delta du Danube est une population de chevaux retournés à l'état sauvage, qui vit dans  le delta du Danube, en Roumanie. La population la plus connue vit dans l'aire protégée de la forêt de Letea. 
Cette population, plutôt réduite, est menacée de disparition, et fait peser une menace sur son biotope.

## Histoire
Des chevaux sauvages sont présents depuis des siècles dans la région, mais leur nombre a beaucoup augmenté après la fermeture des fermes collectives dans les années 1990. La motorisation ayant en parallèle supprimé le besoin de leur utilisation, bon nombre d'animaux sont re-devenus totalement sauvages dans les années 1990.
En 2002, une partie des chevaux sont capturés et envoyés en Italie pour y être abattus pour leur viande,. Certains organismes se sont opposés à cette mesure. Une autre tentative de déplacement et d'abattage débute en 2009, mais ces chevaux ne peuvent alors être évacués de la zone en raison d'une épidémie d’anémie infectieuse équine. Selon les autorités roumaines, et probablement de l'avis des autorités internationales également, l'anémie infectieuse équine est hautement contagieuse, ce qui interdit toute sortie des chevaux en dehors de leur zone de quarantaine.

## Description
D'après CAB International, il existe trois populations différenciées de chevaux sur le site du delta du Danube. Les habitants ont une solide culture équestre, et laissent les jeunes chevaux paître en quasi-liberté avec leurs bovins.

### Type polyvalent
Le premier type est un cheval de travail multi-usage, plus ou moins proche du Posavina, typique des populations de ce type en Europe centrale.

### Type travail du bétail
Le second type, localisé au Sud de Sfântu Gheorghe, est proche des races Konik et Huçul, avec une taille moyenne de 1,30 m à 1,35 m, résistant, de toutes couleurs de robe et disposant de l'allure de l'amble.

### Cheval de la forêt de Letea
Le troisième groupe est celui qui est généralement désigné comme le cheval du delta du Danube proprement dit, dans la forêt de Letea. Ces chevaux sont noirs ou bais, et dénués de marques blanches. Ils toisent de 1,45 m à 1,50 m en moyenne, et sont robustes. Ce ne sont pas vraiment des chevaux de selle, leur type étant plus proche de celui des chevaux multitâche d'Europe centrale, tels que l'actuel Nonius,.

## Utilisations
Les Roumains locaux ne consomment pas de viande de cheval. Les chevaux de Sfintu Gheorghu sont généralement montés à cru comme cheval de travail avec le bétail. À l'origine, les chevaux de Letea servaient à diverses taches de transport et de travail avec le bétail.

## Diffusion
La population est propre aux côtes du Sud-Est de la Roumanie, qui constituent une aire protégée, incluant la réserve de biosphère de la forêt de Letea, qui couvre 2 500 hectares. N'étant pas régulée, elle est considérée comme invasive. À l'époque de son expansion maximale, la harde comptait peut-être environ 2 000 chevaux
Un projet en collaboration avec la WWF vise à trouver un lieu de vie pour ces équidés. Certaines associations s'opposent à ce que les chevaux soient déplacés et militent pour qu'une partie de la harde puisse rester dans son environnement actuel, d'autres souhaitent trouver un lieu de vie adéquat pour l'ensemble de la harde.